# Marijan Crtalić
Marijan Crtalić - CRTA (Sisak, 8. svibnja 1968. – Sisak, 26. listopada 2020.), hrvatski multimedijalni umjetnik i kulturni radnik. Živio je i radio u Zagrebu i Sisku. 

## Biografija
Diplomirao je slikarstvo na Akademiji likovnih umjetnosti u Zagrebu 1992. godine u klasi profesora Vasilija Jordana. U njegovom opusu medij slike ubrzo ustupa mjesto instalacijama, ambijentima, fotografiji, videu i performansima, te na koncu i radu u zajednici. Preispitivao je vlastiti identitet i poziciju, te kasnije i pozicije drugih socijalnih grupa kroz intenzivnu interakciju s okolinom. Upornim i dosljednim kritičkim pristupom društvenim problemima profilirao se kao jedan od najistaknutijih predstavnika novijeg umjetničkog aktivizma u Hrvatskoj. Bio je član Hrvatskog društva likovnih umjetnika i Hrvatske zajednice samostalnih umjetnika. 
"U kontekstu mog eskapističkog svjetonazora, svoj život smatram nekom vrstom kvazispontanog performansa (umjetničkim djelom), a svoju umjetnost analitičkom simulacijom proživljenog - u kojoj zapravo živim. Znači (na sreću ili na žalost) život živi (preživljava) mene, a ja živim (proživljavam) umjetnost. Nadalje, karakterizira me moj 'ziheraški' animizam koji u spoju s preosjetljivošću (razmaženošću) na sve s čime sam, makar u mislima, u interakciji, za rezultat često ima posvećenje, fetišizaciju, ritualizaciju i sl. moje svakodnevice". – iz objašnjenja umjetničkog ambijenta „Crkva“ izvedenog 2000. godine u suradnji s Goranom Devićem u Galeriji Miroslav Kraljević. Takoder je imao glumačku rolu u filmu "Prezimiti u Riju".
Preminuo je iznenada 26. listopada 2020. u rodnom Sisku.

## Rad i ostavština u Sisku
2007. godine je pokrenuo projekt Nevidljivi Sisak iz kog su se razvili projekti Mogućnosti otpora, Aktivna memorija i festival Željezara, te istoimena udruga s ciljem kulturne revitalizacije Siska uz velike napore i odricanja.
Na njegovu ispraćajnom govoru kustosica Ivana Hanaček iz udruge [BLOK] je upitala: "Ima li umjetnika koji je više volio svoj rodni grad i ima li grada u kojem su hulje na vlasti radile više problema svojem sinu od onoga što su činili Crti?" I odgovorila: "Crta, to im nećemo oprostiti".

## Nagrade
2000.  pobjednik 1. Salona mladih u Sisku;

2000.  pobjednik 26. Salona mladih u Zagrebu - rad Moj život moja umjetnost;

2002.  nagrada AICA na 36. Zagrebačkom salonu za rad Vražje sjeme (****je i kajanje);

2009.  nagrada publike na Fibula film festivalu, Sisak za dokumentarni film "Industrijski raj";

2010.  druga nagrada T-HT@MSU, Zagreb za rad "Nevidljivi Sisak - Fenomen Željezara"

## Filmografija
- "Detourious" kao Morchagui (2010.)
- "Industrijski raj" - redatelj, pisac i scenograf (2009.)
- "Planktoni" (2006.)
- "Prezimiti u Riju" kao Luka (2002.)

## Vanjske poveznice
- HDLU: http://212.92.192.147:9000/Default.aspx?artist=4613&lang=hr  Arhivirana inačica izvorne stranice od 8. prosinca 2011. (Wayback Machine);
- Marijan Crtalić, Presjek rada, Državni arhiv, prosinac 2007., Sisak;
- http://www.g-mk.hr/program/Marijan-Crtali%C4%87-u-suradnji-sa-Goranom-Devi%C4%87em:-Crkva,-ambijent/126/%5Bneaktivna+poveznica%5D;
- http://nagradaputar.scca.hr/hr/artists/crtalic.html  Arhivirana inačica izvorne stranice od 3. rujna 2012. (Wayback Machine);
- http://www.galerija-striegl.hr/07-crtalic.html  Arhivirana inačica izvorne stranice od 2. prosinca 2011. (Wayback Machine);
- http://zagrebdox.net/hr/2012/program/retrospektive/fade_in/industrijski_raj  Arhivirana inačica izvorne stranice od 4. ožujka 2012. (Wayback Machine)